# Ulloa (Costa Rica)
Ulloa è un distretto della Costa Rica facente parte del cantone di Heredia, nella provincia omonima.
Ulloa comprende 13 rioni (barrios):
- Arcos
- Aurora
- Bajo Virilla
- Cariari
- Carpintera
- El Cristo
- Lagunilla

- Linda del Norte
- Mayorga
- Nosara
- Pitahaya
- Pueblo Nuevo
- Valencia